# Valentina Lisitsa
Valentina Evguenievna Lisitsa (en russe : Валентина Евгеньевна Лисица ; en ukrainien : Валентина Євгенівна Лисиця, Valentyna Ievhenivna Lyssytsia) est une pianiste ukrainienne née à Kiev le 11 décembre 1973 et habitant en Caroline du Nord.
Cette artiste de niveau international a acquis sa renommée de façon originale par des vidéos postées sur YouTube. En effet, bien qu'elle ait remporté en 1991 avec Alexeï Kouznetsov  le prestigieux concours pour deux pianos de la Fondation Murray Dranoff (Miami, États-Unis), sa carrière peine à décoller jusqu'à ce qu'elle poste des vidéos gratuites sur YouTube afin de se faire connaître. Plus tard, son mari et elle-même investiront leurs économies afin de produire un premier disque.
Depuis les manifestations Euromaïdan qui ont conduit à la fuite du président de l'époque Viktor Ianoukovytch, Lisitsa exprime régulièrement des critiques féroces contre le gouvernement ukrainien ainsi que son soutien au séparatisme pro-russe à travers son compte Twitter. Plusieurs concerts de Valentina Lisitsa ont été annulés à cause de ses critiques contre les nationalistes ukrainiens qu'elle a qualifiés de « nazis ».
À la suite de la prise de Marioupol par les Russes et étant elle-même une pro-Poutine très contestée, elle a également décidé de fêter cet événement en jouant du piano près de l'ambassade ukrainienne pour les habitants de cette ville comme le musicien Mstislav Rostropovitch célébrant lui la chute du mur de Berlin en 1989,.

## Biographie

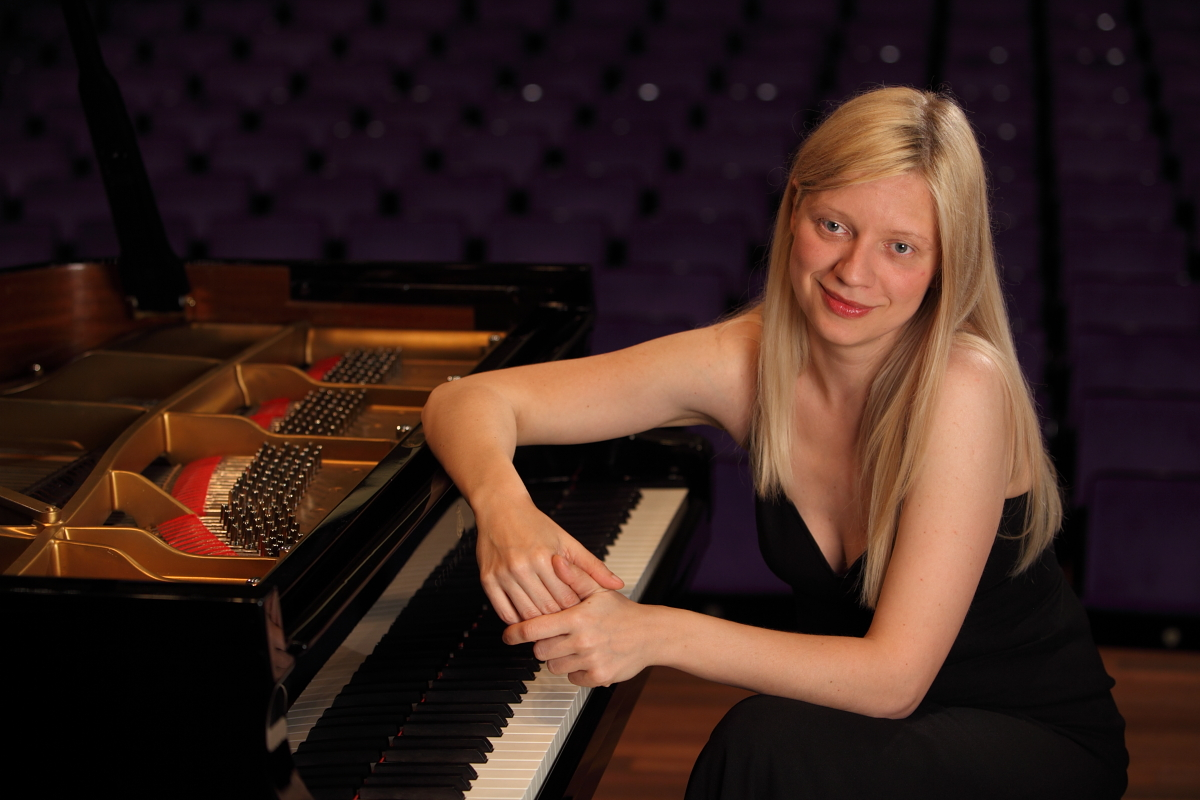
Valentina Lisitsa au piano

Valentina Lisitsa naît à Kiev (Ukraine) en 1973. Elle commence à jouer dès l'âge de trois ans, et donne son premier récital à l'âge de quatre ans. Malgré ses talents musicaux précoces, elle rêve alors avant tout de devenir joueuse d'échecs professionnelle. Elle intègre l'école de musique de Lyssenko, puis le conservatoire de Kiev où elle rencontre son futur mari, Alexeï Kouznetsov. Son professeur est le docteur Loudmilla Tsvierko. C'est à cette époque et avec la rencontre d'Alexeï qu'elle commence à envisager sérieusement une carrière dans la musique et qu'ils remportent ensuite le premier prix du concours Murray Dranoff. La même année, ils emménagent aux États-Unis pour prolonger leur carrière de pianistes.
Cette carrière débute avec le Mostly Mozart Festival au Centre Lincoln en 1995.
Valentina Lisitsa donne des concerts dans de nombreux endroits tels que le Carnegie Hall, l'Avery Fisher Hall et le Musikverein de Vienne. Elle joue en outre le rôle de pianiste principale d'un récital en collaboration avec la violoniste Hilary Hahn (son enregistrement des quatre sonates pour piano et violon de Charles Ives, en collaboration avec Hahn, est édité en octobre 2011). Plusieurs enregistrements de Valentina Lisitsa sont disponibles sur YouTube. 
À ce jour elle a enregistré six CD pour Audiofon Records (dont deux en solo, et deux autres avec Alexeï Kouznetsov), un CD pour Cisco musique avec la violoniste DeRosa, un récital pour VAI, des DVD des 24 études de Chopin, de Liszt et Schumann, et 10 CD pour Decca de l'intégrale des œuvres pour piano solo de Tchaïkovsky.
Encore relativement peu connue des mélomanes français, elle jouit en revanche d'une notoriété importante dans de nombreux pays anglo-saxons et fait partie des pianistes Bösendorfer. Cependant, sa réputation en France se diffuse, notamment grâce à un récital qu'elle effectue salle Pleyel en janvier 2014 en remplacement du pianiste russe Boris Berezovsky, où elle fait un triomphe, ainsi que quelques mois plus tard  en mai 2014, par une autre représentation où elle interprète Ludwig van Beethoven (sonates pour piano), salle Gaveau rencontrant là-encore un vif succès. Elle se montre lors de cette dernière occasion particulièrement sensible à la sonorité typique des pianos français, puisqu'elle fait pour ce concert à Gaveau, le choix du son « à la française » et romantique d'un grand queue de concert Pleyel, de préférence aux cinq instruments Steinway qu'elle vient d'essayer juste avant, explicitant les raisons de son choix. Un album de Chopin sous label Naïve Records est également sorti en décembre 2021.